# Артабан V
Артабан V — цар Парфії з династії Аршакідів у 216-224
Повстав проти свого брата Вологеза V і, перемігши в черговій міжусобній боротьбі, коронувався шахом, зосередивши в своїх руках вищу владу в Парфії.

## Правління
За часів правління Артабана V римський імператор Каракалла, який замислив скористатись міжусобною боротьбою в Парфії, наслідуючи Александру Македонському, що був кумиром Каракалли, вирішив підкорити Парфію та розширити межі Риму до Індії, відновивши імперію Александра Македонського. У 216 римська армія під особистим командуванням Каракалли перейшла Тигр і вторглась до меж Парфії. На початкових етапах війни римлян супроводжував успіх, були взяті важливі прикордонні міста та фортеці парфян в Месопотамії.
Парфянам через нерегулярність своїх військ знадобилося чимало часу для підготовки своєї армії для відповідних дій. Артабан V особисто очолив парфянську армію та виступив проти Каракалли. Дізнавшись про наближення військ парфян, Каракалла відступив в Карри, де був убитий внаслідок змови на чолі з Макріном, що проголосив себе новим імператором.
Але смерть Каракалли не відвернула Артабана V від продовження відповідних дій. Врешті обидві армії — римська під командуванням Макріна та парфянська під командуванням Артабана V — зійшлися в битві при Нісібісі в 217. Внаслідок битви парфяни завдали нищівного розгрому римській армії. За описом Геродіана, вся місцевість була завалена трупами, обидві сторони несли величезні втрати. Але парфяни продовжували наступати та тіснити римлян, втрати римлян вже наближалися до катастрофічних масштабів, після чого Макрін вступив в переговори з Артабаном. За умовами підписаного миру, римляни повертали всі зайняті міста та фортеці, всі захоплені області в Межиріччі та виплачували величезну контрибуцію в 200 млн сестерціїв.
Битва при Нісібісі стала зенітом слави правління Артабана V. Навіть незважаючи на величезні втрати, Парфія відновила контроль над усіма раніше загубленими землями на Близькому Сході.

## Внутрішні проблеми
Незабаром після перемоги при Нісібісі Артабану V довелося зіткнутися з небезпечнішим супротивником, ніж Рим. Невдоволення народу, фактична анархія в Парфії, виснажені ресурси внаслідок безперервних воєн з Римом викликали бурю невдоволення у всіх верствах населення. Одним з повсталих проти влади парфян став намісник провінції Парс — Ардашир І з роду Сасана. Артабану V разом з його талановитим військовиком Сурою на початковому етапі боротьби вдалося взяти верх над Ардаширом, але сили Ардашира росли — особливо, враховуючи, що на бік останнього стали переходити парфянські можновладні роди. Тільки рід Каренів зберіг вірність Аршакідам. 
У результаті запеклої боротьби війська Артабана V були розгромлені Ардаширом, і влада в Персії перейшла в руки нової правлячої династії — Сасанідів. На цьому завершилася епоха 475-річного правління Аршакідів.